# Щукин, Фёдор Сергеевич
Фёдор Сергеевич Щукин (1797—1869) — калужский губернский предводитель дворянства, действительный статский советник. Участник Отечественной войны 1812 года.

## Биография

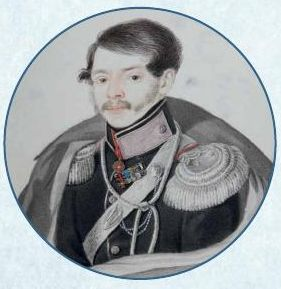
Фёдор Сергеевич Щукин
миниатюра А. Збруева (ок. 1830)

Родился 26 ноября (7 декабря) 1797 года в семье богатого помещика, имевшего 300 душ крепостных, отставного майора Сергея Фёдоровича Щукина (1746—1835); мать — Любовь Львовна. Получил домашнее воспитание и в 1808 году был записан на службу архивариусом в Московский архив; 9 ноября 1811 года определён прапорщиком в Гренадерский лейб-гвардии полк.
В 1812 году участвовал в сражениях Отечественной войны; за сражение под Красным был награждён орденом Св. Анны 4-й степени. В 1813 году за сражение при Люцене был награждён золотой шпагой с надписью «за храбрость»; был в военных действиях при Бауцене, а в 1814 г. — при Аренсе, Фершанпенуазе и при взятии форштата Пантен; за взятие Парижа был награждён орденом Св. Владимира 4-й ст. с бантом. Произведённый в том же году в поручики, он был переведён из лейб-гвардии Гренадерского полка в Тарутинский пехотный полк; в 1818 году, в чине штабс-капитана, уволен по домашним обстоятельствам от службы.
В 1821 году вернулся на военную службу, поступив в Каргопольский драгунский полк и в 1828 году был в походах против турок; 3 июня 1828 года был произведён в майоры и переведён в Дерптский конно-егерский полк — командиром дивизиона; за оказанное отличие в русско-турецкой войне был удостоен высочайшего благоволения и награждён орденом Св. Анны 2-й степени.
С 1830 года находился в отпуске в Москве, где женился на 18-летней Александре Николаевне Долговой; венчание состоялось 25 октября 1831 года в храме Св. Николая, что в Драчах. В полк он не вернулся; 14 августа 1832 года вышел в отставку за болезнью с чином подполковника.
С 1839 года началась его служба по выборам. Два раза (в 1839 и 1854 гг.) он выбирался на трёхлетний срок предводителем дворянства Боровского уезда. В 1857 году он был выбран Калужским губернским предводителем дворянства, переизбирался на каждое трёхлетие до самой смерти и стяжал себе «имя деятеля неутомимого, строго правдивого и в высшей степени бескорыстного». Высоко ценя его заслуги, калужское дворянство, с высочайшего соизволения, определило, содержать из процентов с пожертвованного капитала двух воспитанников в благородном пансионе при Калужской гимназии, право назначать которых было дано Щукину и поэтому они носили название «Щукинских воспитанников».
В 1858 и 1859 гг. он состоял председателем комитета об улучшении быта помещичьих крестьян, в 1860 году был произведён через два чина в действительные статские советники, а в 1861 году получил золотую медаль за труды по освобождению крестьян.
Его заслуги в службе по выборам дворянства были отмечены орденами Св. Владимира 3-й ст. с мечами (1860), Св. Станислава 1-й степени (1864) и Св. Анны 2-й степени с императорской короной (1857) и 1-й степени с мечами (1868).
Был крупным землевладельцем: в Калужской и Рязанской губерниях имел 6700 десятин земли; знал кроме французского и немецкого языков, редкий, по тому времени, английский.
Умер 20 марта (1 апреля) 1869 года.

## Семья
Жена, Александра Николаевна Долгова. Их дети: Николай (род. 1834), Надежда (1837—1852), Варвара (1839), Софья (1843), Анастасия (1846), Любовь (1849), Дмитрий (1851).